# 995 Sternberga
995 Sternberga este o planetă minoră (asteroid), cu un diametru de 20,222 km, din centura de asteroizi. A fost descoperită pe 8 iunie 1923 la Simeiizka observatoria⁠(d) de Serghei Beliavski și a fost numită după Pavel Șternberg. 
Obiectul prezintă o orbită caracterizată de o semiaxă mare de 2,6161511231272 UAi, o excentricitate de 0,16767271284952, o înclinație de 13,063 ° în raport cu ecliptica.